# هاوارد نيلسن
هاوارد نيلسن (بالنرويجية: Håvard Nielsen)‏ (و. 1993  م) هو لاعب كرة قدم نرويجي، ولد في أوسلو، مركز لعبه هو مهاجم.

## روابط خارجية
- هاوارد نيلسن على موقع الاتحاد الأوربي (الإنجليزية)
- هاوارد نيلسن على موقع اتحاد النرويج (النرويجية)
- هاوارد نيلسن على موقع قاعدة بيانات كرة القدم.إي يو (الإنجليزية)
- هاوارد نيلسن على موقع بيانات كرة القدم. دي إي (الألمانية)
- هاوارد نيلسن على موقع ناشيونال فوتبول تيمز (الإنجليزية)
- هاوارد نيلسن على موقع Soccerway.com (الإنجليزية)
- هاوارد نيلسن على موقع عالم كرة القدم.نت (الإنجليزية)
- هاوارد نيلسن على موقع AS.com (الإسبانية)